# Santa Emerenziana a Tor Fiorenza (titolo cardinalizio)
Santa Emerenziana a Tor Fiorenza (in latino Titulus Sanctae Emerentianae ad locum vulgo "Tor Fiorenza") è un titolo cardinalizio istituito da papa Paolo VI il 5 marzo 1973 con la costituzione apostolica Ab antiquis. Il titolo insiste sulla chiesa di Santa Emerenziana, la quale è retta dal clero diocesano di Roma.
Dal 22 febbraio 2014 il titolare è il cardinale Jean-Pierre Kutwa, arcivescovo emerito di Abidjan.

## Titolari
Si omettono i periodi di titolo vacante non superiori ai 2 anni.
- José Salazar López (5 marzo 1973 - 9 luglio 1991 deceduto)
  - Titolo vacante (1991 - 1994)
- Peter Seiichi Shirayanagi (26 novembre 1994 - 30 dicembre 2009 deceduto)
- Medardo Joseph Mazombwe (20 novembre 2010 - 29 agosto 2013 deceduto)
- Jean-Pierre Kutwa, dal 22 febbraio 2014